# てんぽな
てんぽなまたはてんぽとは、大変な、とんでもない、とてつもない、途方もないなどの意味を表す日本語の形容動詞・形容詞である。共通語ではないものの、特定の限られた地域のみの俚言ではなく、日本の広い範囲の方言で用いられる。

## 意味と使用地域
「てんぽな」と「てんぽ」は下記の地域で記録されている。強調した形の「てんぽな」は「てんぽ」に詠嘆の終助詞「な」を伴ったものと考えてよく、地域にかかわらず両者の意味するところはほぼ同じと見てよい。大まかにいえば、東北地方や日本海側から近畿地方、さらに南下して四国地方とその瀬戸内側までの広い地域にわたる。全国的な分布であると同時に、関東地方・東海地方・九州地方ではほとんど使われないなど、地域の不連続性も見られる。
都があった近畿地方から北と西に広がったと推測されるものの、その伝播の歴史は明らかではない。江戸時代、天保年間に暴風雨災害により米価の高騰などが起った天保の大飢饉の被害は全国に及んだが、この俚言が昔から、伝播や意味合いの多様化の経緯に疑問が残る。
- 「てんぽ」や「てんぽな」の意味とその使用地域：[1][2][3]
  - 甚だしい、無法、法外の意：青森県上北郡、富山県、石川県[4][5]、福井県[6]、岐阜県揖斐郡、滋賀県、三重県、京都府、愛媛県、高知県
  - 危険、あぶなかっしい、無鉄砲の意：青森県津軽、富山県婦負郡[7]、石川県鹿島郡、愛媛県大三島、瀬戸内諸島、高知県
  - 嘘、ほら、大袈裟の意：岩手県江刺郡、秋田県、山形県庄内、新潟県、福井県
  - 大袈裟（嘘を含む）、酷いの意：青森県津軽西部、新潟県見附、石川県能登東北端部、石川県加賀東南部、三重県志摩東岸部[8]。
  - 思い切ってするの意[7]：青森県、山形県、富山県砺波、石川県、福井県、京都府、愛媛県大三島
  - お転婆の意[7]：山形県東田川郡

- その他の変形、意味と地域：[8]。
  - 「てんぽもない」：法外な、途方も無いの意：岐阜県美濃、三重県
  - 「てんぽくさい」：ばかくさいの意：石川県能登
  - 「てんぽくらい」：ばかくさいの意：石川県能登半島西岸
  - 「てんぽつく」：嘘をつくの意[9][10]：福井県越前西部
  - ｢てんぽー｣：めっぽうの意：岐阜県旧徳山村戸入
  - 「てんぱー」：たいそう、大変の意：三重県志摩東岸部
  - 「てんぽさく」：無鉄砲者の意:愛媛県宇和島[11]